# Der Cid
Der Cid är en tysk opera i tre akter med musik och libretto av Peter Cornelius. Texten bygger på pjäserna Las mocedades del Cid av Guillén de Castro (1618), Le Cid av Pierre Corneille (1636) och Der Cid av Johann Gottfried Herder (1804).

## Historia
Peter Cornelius komponerade Der Cid när han befanns sig i Wien mellan åren 1860-64. I staden fanns också Richard Wagner och denne skulle ha en stor inverkan på både Cornelius personligen och på hans verk. Der Cid visar spår av Wagners "oändliga melodi"-tankar på bekostnad av den sedvanliga, slutna ariaformen. Men operan är långt ifrån en slavisk efterapning utan visar på Cornelius självständiga sätt att framhålla en personlig stil.
Operan hade premiär den 21 maj 1865 på Hoftheater i Weimar (tre veckor före premiären av Wagners Tristan och Isolde i München). Därefter sattes operan inte upp förrän dirigenten Hermann Levis revidering 1891. Senaste gången operan spelades var 1938.

## Personer
- Fernando (tenor)
- Luyn Calvo (bas)
- Chimene (sopran)
- Ruy Diaz (baryton)
- Alvar Fanez (tenor)
- Herald (bas)

## Handling
Operan handlar om striderna mellan kristna (ledda av El Cid) och morer på 1000-talet